# Hamadryas palliolata
Hamadryas palliolata är en fjärilsart som beskrevs av Hans Fruhstorfer 1916. Hamadryas palliolata ingår i släktet Hamadryas och familjen praktfjärilar. Inga underarter finns listade i Catalogue of Life.